# (16901) Johnbrooks
(16901) Johnbrooks est un astéroïde de la ceinture principale.

## Description
(16901) Johnbrooks est un astéroïde de la ceinture principale. Il fut découvert le 23 février 1998 à Farra d'Isonzo par l'observatoire astronomique de Farra d'Isonzo. Il présente une orbite caractérisée par un demi-grand axe de 2,65 UA, une excentricité de 0,10 et une inclinaison de 14,3° par rapport à l'écliptique.

## Compléments